# Valença I di Pallars Jussà
Valença I di Pallars Jussà (seconda metà del XII secolo – 1182) fu Contessa di Pallars Jussà dal 1177 fino alla sua morte.

## Origine
Valença era l'unica figlia del Conte di Pallars, Raimondo V e di Anglesa di Cardona, figlia del Visconte di Cardona, Raimondo Folco III e della moglie,  Isabella Sibilla di Urgell, come ci viene confermato dalle Historia de los condes de Urgel, Tomo I.

Secondo i due documenti il n° 39 ed il n° 156, datato 1170, del El Monestir de Santa Maria de Gerri (segles XI-XV) Collecció Diplomática, II (non consultati), Raimondo era il figlio secondogenito del Conte di Pallars, Arnaldo Mir I e di Ória o Aurea de Entença, figlia di Bernardo de Entença, signore di Alcolea de Cinca.

## Biografia
suo padre, Raimondo V, morì prematuramente, nel settembre 1177, come ci testimonia il documento n° 393 dei Documentos para el estudio del Valle del Ebro', Vol. V (non consultato), in cui sua madre, Oria di Entenza (Domna Oria comitissa Palearensis), fece una donazione per l'anima del figlio, Raimondo (filii mei Raimundi comitis Palearensis), morto da pochi giorni e tumulato a Cásouas (in Cásouas).

Raimondo, in quello stesso anno, aveva fatto testamento lasciando alla figlia Valença la contea di Pallars e alcuni beni in Cerdanya e Conflent, tutto sotto la tutela e la reggenza della nonna (madre di Raimondo) Oria d'Entença.
Oria d'Entença morì nel 1178, dopo aver fatto testamento e aveva affidato la tutela della nipote, Valença I, al conte di Barcellona e re di Aragona, Alfonso II il Casto, che resse la contea per pochi anni, in quanto Valença I morì nel 1182.
Dopo la morte di Valença, jn ottemperanza alla volontà del nonno Arnaldo Mir I, la contea passò ad una cugina del nonno, Dolce I, che, dopo una decina di anni la cedette ad Alfonso il Casto.

## Discendenza
Valença morì giovane, senza aver preso marito e senza eredi.